# Takayasu Kawai
Takayasu Kawai (jap. 河合 崇泰, Kawai Takayasu; * 7. März 1977 in der Präfektur Kanagawa) ist ein ehemaliger japanischer Fußballspieler.

## Karriere
Kawai erlernte das Fußballspielen in der Jugendmannschaft von Bellmare Hiratsuka. Seinen ersten Vertrag unterschrieb er 1995 bei Bellmare Hiratsuka. Der Verein spielte in der höchsten Liga des Landes, der J1 League. 1998 wechselte er zum Ligakonkurrenten Cerezo Osaka. 1999 wechselte er zum Drittligisten Jatco FC. Für den Verein absolvierte er 111 Spiele. 2004 wechselte er zum Ligakonkurrenten Sagawa Express Tokyo. Für den Verein absolvierte er 59 Spiele. Ende 2006 beendete er seine Karriere als Fußballspieler.